# Milvus migrans
Il nibbio bruno (Milvus migrans Boddaert, 1783) è un uccello rapace della famiglia degli Accipitridi. È di gran lunga il rapace più diffuso al mondo.

## Descrizione
Il nibbio bruno è grande 55 – 65 cm e ha una apertura alare di 140 – 150 cm. Il suo peso corporeo ammonta a circa 600 - 1.000 grammi.
Il nibbio bruno può arrivare all'età di 20 anni. Ha coda biforcuta usata come timone ma non così incisiva come nel nibbio reale. Il piumaggio è molto scuro e le punte delle ali sono di colore nero, un altro aspetto caratteristico sono le 6 dita.

## Distribuzione e habitat
Da marzo a ottobre il nibbio bruno si può incontrare in quasi tutta Europa. Preferisce paesaggi aperti con alberi nelle vicinanze di specchi d'acqua. Sverna in Africa subsahariana.
Gli esemplari in Germania vengono stimati a circa 4.000 e in Europa a circa 88.000 coppie. Durante il soggiorno ai tropici si può trovare il nibbio bruno nei paesi e nelle città, mentre nelle Alpi lo si può trovare vicino agli specchi d'acqua e negli avvallamenti.

## Biologia

### Alimentazione
Si nutre di pesci morti, piccoli uccelli, piccoli mammiferi, anfibi, rettili, insetti, carogne e rifiuti.

### Riproduzione

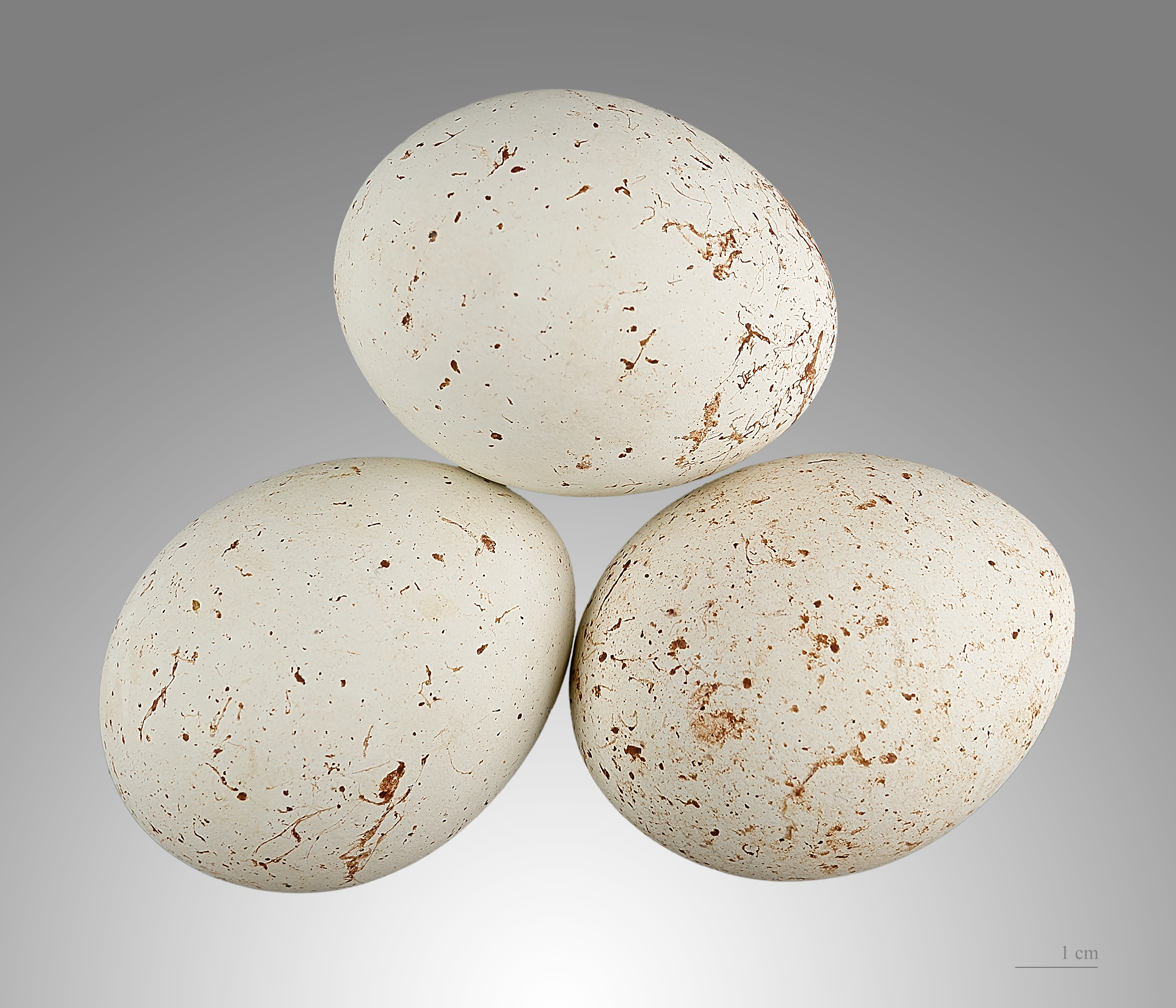
Uova di Milvus migrans

Il tempo di covata è da aprile a giugno. Il nido viene costruito su vecchi alberi in un ambiente alto con rami secchi.
Ha un diametro di 50 – 100 cm. Il mucchio per la covata viene ovattato con erba, fogliame, pelliccia e pelo.
La femmina depone dalle due alle tre uova. Le uova vengono tenute in caldo soprattutto dalle femmine per 30 - 35 giorni. Ha uova molto grandi e bianche con pigmenti aranciati (importante). I giovani uccelli volano dopo 40 - 45 giorni.
È il padre a insegnare al piccolo rapace a volare.
I piccoli crescendo si allontanano dai genitori per andare a cercare un esemplare dell'altro sesso e fondare una famiglia.

## Conservazione
La popolazione nidificante in Italia è complessivamente stabile e stimata in 1694-2276 individui (BirdLife International 2004, Allavena et al. 2006). Nonostante ciò la popolazione italiana viene classificata come Quasi Minacciata (NT), in quanto esiste la possibilità che rientri nel prossimo futuro nella categoria Vulnerabile secondo il criterio D1 (meno di 1000 individui maturi).
Le minacce principali sono costituite dalle uccisioni illegali e dalla riduzione degli habitat idonei alla nidificazione.
Come tutti i rapaci subisce le conseguenze mortali dell'uso di pesticidi, topicidi, piombo, ed in generale tutti veleni che si accumulano negli animali di cui si nutrono (Vicario com. pers).

## Galleria d'immagini

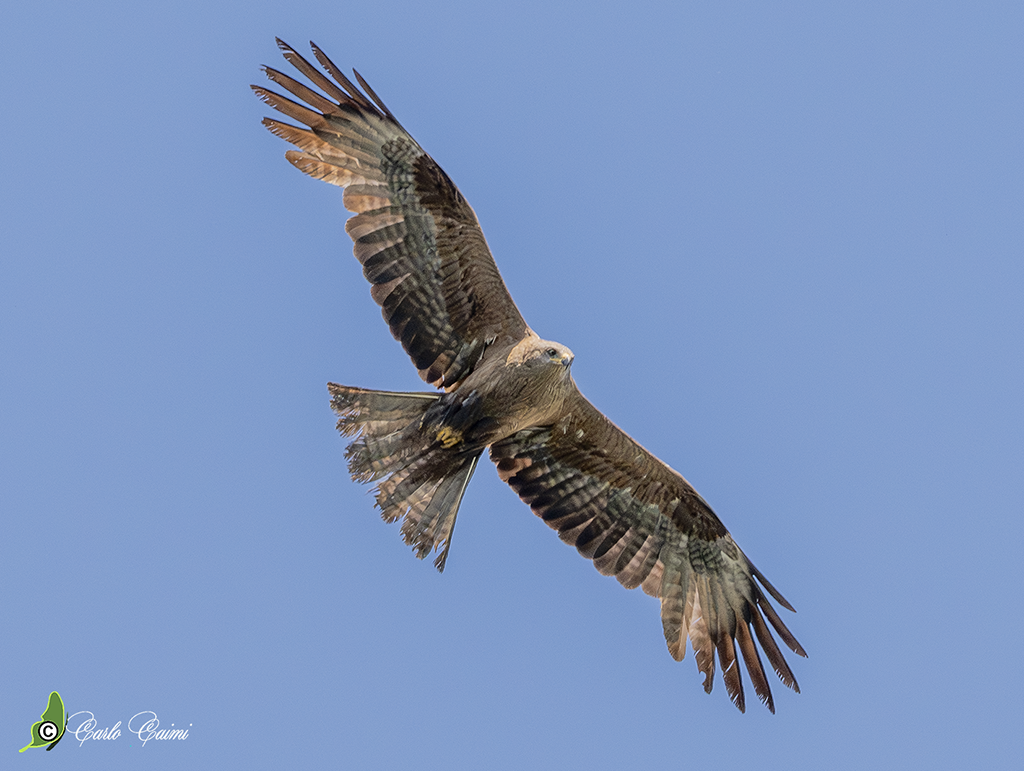
Nibbio bruno 1-Gorla Maggiore (VA) 26.5.2024
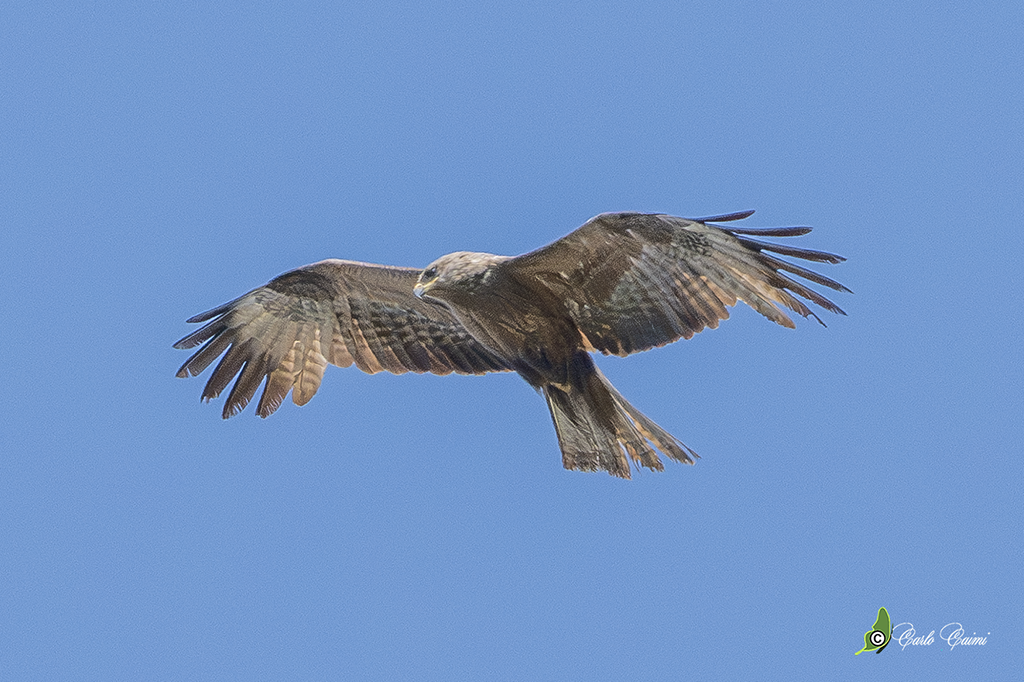
Nibbio bruno 2-Gorla Maggiore (VA) 26.5.2024